# Таныпские Ключи
Таныпские Ключи — деревня в Чернушинском районе Пермского края. Входит в состав Таушинского сельского поселения.
По результатам переписи 2010 года численность населения составила 168 человек, в том числе 83 мужчины и 85 женщин.
В 2005 году численность населения составляла 174 человека.
Находится примерно в 12 км к югу от центра города Чернушки.